# جوهر نبيل
جوهر نبيل (مواليد 31 يناير 1973) هو لاعب كرة يد معتزل مصري، شارك مع منتخب مصر في أولمبياد 1992، 1996 و2000.

## وصلات خارجية
- جوهر نبيل على موقع أوليمبيديا (الإنجليزية)